# Centro Penitenciario Mas d'Enric
El centro penitenciario Mas d'Enric es una prisión de la Generalidad de Cataluña situada en el municipio de El Catllar, comarca del Tarragonés, (Tarragona) España. Dispone de capacidad para 924 presos y posee nueve módulos ordinarios, uno de los cuales está destinado a mujeres.

## Presos conocidos
Carme Forcadell (desde julio de 2018 hasta febrero de 2019 y desde julio del mismo año hasta junio de 2020, fue la cárcel donde se encontró detenida).
Rosa Peral (guardia urbano condenada por el Crimen de la Guardia Urbana de Barcelona).
Luisito El Heredero (Joven condenado por estafar millones a un matrimonio).